# Fensale
I nordisk mytologi er Fensale Friggs hus i Asgård. Fensale betyder sump-salene.
| Nordisk mytologi | Spire Denne artikel om nordisk religion og mytologi er en spire som bør udbygges. Du er velkommen til at hjælpe Wikipedia ved at udvide den. |